# Gunung Sindoro
Gunung Sindoro är ett berg i Indonesien.   Det ligger i provinsen Jawa Tengah, i den västra delen av landet, 400 km öster om huvudstaden Jakarta. Toppen på Gunung Sindoro är 3 144 meter över havet.
Terrängen runt Gunung Sindoro är kuperad söderut, men norrut är den bergig. Runt Gunung Sindoro är det tätbefolkat, med 550 invånare per kvadratkilometer. Närmaste större samhälle är Wonosobo, 12,0 km sydväst om Gunung Sindoro. Omgivningarna runt Gunung Sindoro är en mosaik av jordbruksmark och naturlig växtlighet.